# Récords argentinos absolutos de natación
Los récords argentinos absolutos de natación son los registros de las mejores marcas realizadas por atletas argentinos en cada prueba de la disciplina natación. Estos récords son registrados por la Confederación Argentina de Deportes Acuáticos (CADDA).

## Récords Masculinos (Pileta 50 metros)

#### Récords Absolutos
| Prueba          | Marca    | Atleta                  | Fecha      | Club                                         |
| 50M Libre       | 22,11    | Guido Buscaglia         | 20/06/2024 | Club Deportivo Nados Castellón               |
| 100M Libre      | 48,11    | Federico Grabich        | 14/07/2015 | Selección Argentina                          |
| 200M Libre      | 1:47,39  | Federico Grabich        | 30/03/2016 | Selección Argentina                          |
| 400M Libre      | 3:51,03  | Juan Martín Pereyra     | 24/07/2011 | Selección Argentina                          |
| 800M Libre      | 7:57,60  | Martín Naidich          | 25/04/2013 | Gimnasia y Esgrima de Buenos Aires           |
| 1500M Libre     | 15:10,24 | Martín Naidich          | 23/04/2013 | Gimnasia y Esgrima de Buenos Aires           |
| 50M Mariposa    | 23,70    | Roberto Strelkov        | 24/04/2019 | Colegio Uzzi Salta                           |
| 100M Mariposa   | 51,78    | Santiago Grassi         | 17/05/2024 | Speed Atlanta Classic                        |
| 200M Mariposa   | 1:58,18  | Andrés José González    | 08/05/2009 | Selección Argentina                          |
| 50M Espalda     | 24,22    | Ulises Saravia          | 20/10/2022 | Club Atletico Once Unidos                    |
| 100M Espalda    | 53,26    | Ulises Saravia          | 11/06/2025 | Club deportivo Nados Castellon               |
| 200M Espalda    | 2:01,83  | Juan Ignacio Méndez     | 11/12/2019 | Sociedad Alemana de Gimnasia Villa Ballester |
| 50M Pecho       | 28,29    | Gabriel Osvaldo Morelli | 12/12/2019 | Club Atlético Unión de Santa Fe              |
| 100M Pecho      | 1:01,42  | Facundo Miguelena       | 15/05/2014 | Club Atlético San Lorenzo de Almagro         |
| 200M Pecho      | 2:07,39  | Gabriel Osvaldo Morelli | 20/10/2022 | Club Atlético Unión de Santa Fe              |
| 200M Combinados | 2:04,35  | Joaquín González Piñero | 13/12/2019 | Sociedad Alemana de Gimnasia Villa Ballester |
| 400M Combinados | 4:22,29  | Santiago Bergliaffa     | 27/08/2017 | Selección Argentina                          |

## Récords Femeninos (Pileta 50 metros)

#### Récords Absolutos
| Prueba          | Marca    | Atleta              | Fecha      | club                              |
| 50M Libre       | 25,50    | Andrea Berrino      | 29/04/2023 | SAG Ballester (club de balonmano) |
| 100M Libre      | 55,56    | Nadia Colovini      | 30/04/2009 | Club Atlético River Plate         |
| 200M Libre      | 2:00,09  | Delfina Pignatiello | 16/04/2019 | Esporte Clube Pinheiros           |
| 400M Libre      | 4:06,61  | Delfina Pignatiello | 12/06/2019 | Selección Argentina               |
| 800M Libre      | 8:24,33  | Delfina Pignatiello | 11/06/2019 | Selección Argentina               |
| 1500M Libre     | 15:51,68 | Delfina Pignatiello | 15/06/2019 | Selección Argentina               |
| 50M Mariposa    | 27,13    | Guadalupe Angiolini | 16/05/2023 | Selección Argentina               |
| 100M Mariposa   | 59,36    | Agostina Hein       | 16/03/2024 | SER Natación                      |
| 200M Mariposa   | 2:10,80  | Virginia Bardach    | 07/11/2018 | Selección Argentina               |
| 50M Espalda     | 27,80    | Andrea Berrino      | 01/12/2017 | Selección Argentina               |
| 100M Espalda    | 1:00,44  | Andrea Berrino      | 03/04/2016 | Selección Argentina               |
| 200M Espalda    | 2:10,36  | Malena Santillán    | 11/08/2025 | Selección Argentina               |
| 50M Pecho       | 30,04    | Macarena Ceballos   | 15/09/2022 | Selección Argentina               |
| 100M Pecho      | 1:06,98  | Julia Sebastián     | 06/08/2019 | Selección Argentina               |
| 200M Pecho      | 2:24,92  | Julia Sebastián     | 16/04/2019 | MINAS TC                          |
| 200M Combinados | 2:12,12  | Agostina Hein       | 14/08/2025 | Selección Argentina               |
| 400M Combinados | 4:34,34  | Agostina Hein       | 19/08/2025 | Selección Argentina               |

## Récords Relevos (Pileta 50 metros)
| Prueba                     | Marca   | Atleta                                                                     | Fecha      | Club                |
| 4x50M Libre Masculino      | 1:34,28 | - Santiago Grassi - Marcos Barale - Facundo Miguelena - Guido Buscaglia    | 06/04/2015 | Selección Argentina |
| 4x50M Libre Femenino       | 1:46,15 | - María Belén Díaz - Cecilia Bertoncello - Julia Arino - Aixa Tryay        | 06/04/2015 | Selección Argentina |
| 4x100M Libre Mixto         | 3:31.33 | - Agostina Hein - Lucía Gauna - Ulises Saravia - Dante Nicola Rho          | 12/08/2025 | Selección Argentina |
| 4x100M Libre Masculino     | 3:17,41 | - Federico Grabich - Matías Aguilera - Lautaro Rodríguez - Guido Buscaglia | 14/07/2015 | Selección Argentina |
| 4x100M Libre Femenino      | 3:48,75 | - Julieta Lema - Andrea Berrino - Delfina Pignatiello - Macarena Ceballos  | 07/11/2018 | Selección Argentina |
| 4x200M Libre Masculino     | 7:22.82 | - Federico Grabich - Juan Pereyra - Guido Buscaglia - Martín Naidich       | 15/07/2015 | Selección Argentina |
| 4x200M Libre Femenino      | 8:09,83 | - Delfina Dini - Andrea Berrino - Virginia Bardach - Delfina Pignatiello   | 07/11/2018 | Selección Argentina |
| 4x100M Combinado Mixto     | 3:50.53 | - Andrea Berrino - Julia Sebastián - Santiago Grassi - Federico Grabich    | 08/08/2019 | Selección Argentina |
| 4x100M Combinado Masculino | 3:36,53 | - Ulises Saravia - Dante Nicola Rho - Ulises Cazau - Matías Santiso        | 14/08/2025 | Selección Argentina |
| 4x100M Combinado Femenino  | 4:07.48 | - Andrea Berrino - Macarena Ceballos - Virginia Bardach - Maria Belén Díaz | 03/04/2016 | Selección Argentina |